# Чемпионат России по кёрлингу среди женщин 2012
20-й чемпионат России по кёрлингу среди женских команд высшей лиги «А» проходил с 9 февраля по 8 апреля 2012 года. Чемпионский титул выиграла сборная Москвы.

## Регламент турнира
В высшей лиге «А» принимали участие 8 команд. Соревнования проводились по туровой системе в два круга. Места распределялись по общему количеству побед. В случае равенства этого у двух и более команд показателя приоритет отдавался преимуществу в личных встречах соперников. В случае равенства побед между командами, претендующими на чемпионство, между ними проводится дополнительный матч (матчи) за 1-е место.
Команда, занявшая в чемпионате последнее место, покидает высшую лигу «А». В переходных матчах за право играть в следующем сезоне в ведущем дивизионе встречаются 7-я команда высшей лиги «А» и 2-я высшей лиги «Б».
Все матчи чемпионата проводились в Центре фигурного катания и кёрлинга города Дмитрова Московской области.

## Высшая лига «А»
- 1-й круг[1] — 9—12 февраля
- 2-й круг[2] — 5—8 апреля

| М | Команда                       | 1         | 2        | 3        | 4        | 5         | 6         | 7        | 8         | И  | В  | П  |
| - | ----------------------------- | --------- | -------- | -------- | -------- | --------- | --------- | -------- | --------- | -- | -- | -- |
| 1 | Москва                        |           | 9:8 5:9  | 6:5      | 7:5 4:6  | 3:10 8:3  | 7:6 6:3   | 9:2 7:6  | 12:2 12:3 | 14 | 11 | 3  |
| 2 | «Москвич»-1 Москва            | 8:9 9:5   |          | 7:9 6:7  | 8:9 5:3  | 9:4 10:4  | 5:3 7:4   | 9:0 8:4  | 9:5 8:1   | 14 | 10 | 4  |
| 3 | «Альбатрос» Калининград       | 5:6       | 9:7 7:6  |          | 6:5 4:2  | 5:9 8:6   | 6:7 4:2   | 11:5 5:8 | 9:4 8:5   | 14 | 9  | 5  |
| 4 | «Адамант»-СКА Санкт-Петербург | 5:7 6:4   | 9:8 3:5  | 5:6 2:4  |          | 8:7 7:10  | 4:3 9:5   | 8:4 8:2  | 8:7 6:4   | 14 | 9  | 5  |
| 5 | «Москвич»-2 Москва            | 10:3 3:8  | 4:9 4:10 | 9:5 6:8  | 7:8 10:7 |           | 10:5 5:12 | 6:1 4:8  | 10:7 6:3  | 14 | 7  | 7  |
| 6 | «Адамант»-2 Санкт-Петербург   | 6:7 3:6   | 3:5 4:7  | 7:6 2:4  | 3:4 5:9  | 5:10 12:5 |           | 4:10 7:5 | 8:7 8:5   | 14 | 5  | 9  |
| 7 | «Москвич»-2 Москва            | 2:9 6:7   | 0:9 4:8  | 5:11 8:5 | 4:8 2:8  | 1:6 8:4   | 10:4 5:7  |          | 8:10 6:5  | 14 | 3  | 11 |
| 8 | ЦЗВС Московская область       | 2:12 3:12 | 5:9 1:8  | 4:9 5:8  | 7:8 4:6  | 7:10 3:6  | 7:8 5:8   | 10:8 5:6 |           | 14 | 1  | 13 |

Команда ЦЗВС покинула высшую лигу «А».

### Призёры
Москва: Анна Сидорова, Нкеирука Езех, Ольга Зябликова, Галина Арсенькина. Тренер — Ольга Андрианова.
  «Москвич»-1 (Москва): Людмила Прививкова, Маргарита Фомина, Екатерина Галкина, Екатерина Антонова. Тренер — Ольга Андрианова.
  «Альбатрос» (Калининград): Ольга Жаркова, Юлия Портунова, Алиса Трегуб, Юлия Гузиёва, Екатерина Шарапова. Тренер — Сергей Беланов.

## Переходные матчи
«Москвич»-3 — Московская область-1 7:6. Команда «Москвич»-3 сохранила место в высшей лиге «А».

## Высшая лига «Б»
Соревнования в высшей лиге «Б» состояли из однокругового турнира. Участниками стали две команды, выбывшие из высшей лиги «А» в 2011 году — СКА (Санкт-Петербург) и «Юность-Метар» (Челябинск) — и 6 команд по итогам турнира первой лиги 2012. 
5—8 апреля 2012. Дмитров.
| М | Команда                        | И | В | П |
| - | ------------------------------ | - | - | - |
| 1 | «Юность-Метар» (Челябинск)     | 7 | 5 | 2 |
| 2 | Московская область-1           | 7 | 4 | 3 |
| 3 | ШВСМ ЗВС-СКА (Санкт-Петербург) | 7 | 4 | 3 |
| 4 | СКА (Санкт-Петербург)          | 7 | 4 | 3 |
| 5 | «Янтарь» (Калининград)         | 7 | 3 | 4 |
| 6 | УОР-2 (Санкт-Петербург)        | 7 | 3 | 4 |
| 7 | Москва-2                       | 7 | 3 | 4 |
| 8 | «Юнион» (Москва)               | 7 | 2 | 5 |

«Юность-Метар» выиграл путёвку в высшую лигу «А» 2013. Команда Московской области проведёт переходные матчи с 7-й командой высшей лиги «А».

## Первая лига
В турнире 1-й лиги, проводившемся в 9-12 февраля 2012 в Дмитрове, принимали участие 16 команд, разделённые на 4 группы. В группах команды провели однокруговые турниры, по результатам которых по две лучшие команды вышли в квалификационный раунд и в стыковых матчах разыграли 6 путёвок в высшую лигу «Б» 2012.

### Предварительный этап
| Группа «А» | Группа «А»                     | Группа «А» | Группа «А» | Группа «А» |
| М          |                                | И          | В          | П          |
| ---------- | ------------------------------ | ---------- | ---------- | ---------- |
| 1          | ШВСМ ЗВС-СКА (Санкт-Петербург) | 3          | 3          | 0          |
| 2          | Москва-2                       | 3          | 2          | 1          |
| 3          | «Смарт» (Москва)               | 3          | 1          | 2          |
| 4          | Московская область-2 (Дмитров) | 3          | 0          | 3          |

| Группа «В» | Группа «В»                    | Группа «В» | Группа «В» | Группа «В» |
| М          |                               | И          | В          | П          |
| ---------- | ----------------------------- | ---------- | ---------- | ---------- |
| 1          | «Янтарь» (Калининград)        | 3          | 3          | 0          |
| 2          | «Адамант»-3 (Санкт-Петербург) | 3          | 1          | 2          |
| 3          | «Нева» (Санкт-Петербург)      | 3          | 1          | 2          |
| 4          | «Москвич»-5 (Москва)          | 3          | 1          | 2          |

| Группа «С» | Группа «С»              | Группа «С» | Группа «С» | Группа «С» |
| М          |                         | И          | В          | П          |
| ---------- | ----------------------- | ---------- | ---------- | ---------- |
| 1          | УОР-2 (Санкт-Петербург) | 3          | 3          | 0          |
| 2          | СККГМ (Москва)          | 3          | 2          | 1          |
| 3          | «Москвич»-4 (Москва)    | 3          | 1          | 2          |
| 4          | «Татарстан» (Казань)    | 3          | 0          | 3          |

| Группа «D» | Группа «D»                     | Группа «D» | Группа «D» | Группа «D» |
| М          |                                | И          | В          | П          |
| ---------- | ------------------------------ | ---------- | ---------- | ---------- |
| 1          | Московская область-1 (Дмитров) | 3          | 3          | 0          |
| 2          | «Юнион» (Москва)               | 3          | 1          | 2          |
| 3          | «Виктория» (Москва)            | 3          | 1          | 2          |
| 4          | «Олимп» (Санкт-Петербург)      | 3          | 1          | 2          |

### Квалификация
| 1-й раунд ШВСМ ЗВС-СКА — «Адамант»-3 «Юнион» — УОР-2 «Янтарь» — СККГМ Московская область-1 — Москва-2 Выделены победители, вышедшие в высшую лигу «Б» | 2-й раунд УОР-2 — «Адамант»-3 Москва-2 — СККГМ Выделены победители, получившие две оставшиеся путёвки в высшую лигу «Б» |